# ريتشي فوران
ريتشي فوران (بالإنجليزية: Richie Foran)‏ (16 يونيو 1980 في جمهورية أيرلندا - ) هو مدرب كرة قدم ولاعب كرة قدم أيرلندي في مركز الهجوم. شارك مع منتخب جمهورية أيرلندا تحت 21 سنة لكرة القدم. أما مع النوادي، فقد لعب مع أكسفورد يونايتد وباتريك أتلتيك ونادي إنفرنيس ونادي ساوثيند يونايتد ونادي شيلبورن ونادي كارلايل يونايتد ونادي ماذرويل وهوم فارم ‏ ودارلينجتون إف سى.

## وصلات خارجية
- ريتشي فوران على موقع إي إس بي إن إف سي (الإنجليزية)
- ريتشي فوران على موقع قاعدة بيانات كرة القدم.إي يو (الإنجليزية)
- ريتشي فوران على موقع Soccerbase.com (لاعب) (الإنجليزية)